# Metalimnophila alpina
Metalimnophila alpina är en tvåvingeart som beskrevs av Alexander 1926. Metalimnophila alpina ingår i släktet Metalimnophila och familjen småharkrankar. Inga underarter finns listade i Catalogue of Life.